# Постменопауза
Постменопауза је период у животу жене који почиње након менопаузе (која одражава коначни престанак менструалних циклуса због губитка фоликуларне активности јајника) и траје до краја њеног живота. Животна доб жене у којој почиње постменопауза  варира од 40-те до 60-те године живота и зависи од наслеђа, коморбидних болести и других разлога који утичу на брзину опадања репродуктивне функције. У овом периоду жене неће имати никакав менструални ток најмање 12 месеци, под претпоставком да имају материцу и да нису трудне или да доје.
Постменопауза је праћена различитим непријатним специфичним симптомима и системским поремећајима, који код већине жена у постменопаузи нису болни. Иако је терапијом немогуће да се жена ослободи свих непријатних симптома у постменопаузи, ипак се може покушати терапијом да се смањи њихова тежина и трајање.

## Опште информације
Карактеристика постменопаузалног периода је константно низак ниво женских хормона естрогена и апсолутни губитак репродуктивне функције.
Током прве 1-3 године постменопаузе, појединачни фоликули су и даље присутни у јајницима, а затим након овог периода потпуно нестају.  
Код жена са или без материце, менопауза или постменопауза се такође могу идентификовати тестом крви који показује веома висок ниво фоликулостимулирајућег хормона, већи од 25 ИУ/Л у насумичном вађењу крви; расте како јајници постају неактивни. ФСХ наставља да расте, пошто његов пандан естрадиол наставља да опада око 2 године након последње менструације, након чега се нивои сваког од ових хормона стабилизују. Период стабилизације након почетка ране постменопаузе процењује се да траје 3 до 6 година, тако да рана постменопауза траје укупно око 5 до 8 година, током којих ефекти повлачења хормона као што су таласи врућине нестају. Коначно, касна постменопауза је дефинисана као остатак животног века жене, када се репродуктивни хормони више не мењају.

## Клиничка слика
Упркос универзалности ендокриних процеса током репродуктивног старења, код различитих жена, поједине фазе овог процеса могу се разликовати по трајању, тежини и бити праћене различитим специфичним симптомима и системским поремећајима, који код већине жена у постменопаузи нису болни.
Знаци постменопаузе су увек индивидуални.
И док неке жене доживљавају:
- изражену промену телесне тежине,
- смањење сексуалне жеље,
- појављују се болести које им раније нису сметале.[2]

Друге жене лакше толеришу период репродуктивног пада.
Сви симптоми постменопаузалног периода у животу жене могу се поделити у четири велике групе 
| Симптом                                 | Карактеристике симптома |
| --------------------------------------- | --- |
| Вазомоторични симпптоми                 | Налети врућине (могу бити праћени грозницом), појачано знојење, главобоља и вртоглавица, језа, појава црвених мрља на лицу, врату и грудима („васкуларна огрлица“), низак или висок крвни притисак, убрзан рад срца, прекиди у раду срца (аритмија), отежано дисање. Хипертензија у постменопаузи може бити по природи криза са израженим психо-емоционалним призвуком.                                                         |
| Психо-емоционални и когнитивни симптоми | Нагле промене расположења, раздражљивост, повећана раздражљивост, депресија, анксиозност, плачљивост, агресивност, напади панике, слабост, смањено памћење и концентрација, поремећаји спавања (несаница, отежано успављивање и рано или често буђење). |
| Урогенитални и сексуални симптоми       | Сувоћа, свраб, пецкање, нелагодност, понекад болне сензације у вагини, вулвовагинална атрофија, смањен либидо, бол током односа, чест нагон за мокрењем, уринарна инконтиненција, праћена одговарајућим обољењима уретре. |
| Системски метаболички поремећаји        | Знаци старења коже (сувоћа и опуштеност), промене у боји, текстури и волумену косе, убрзани губитак коштане масе (остеопенија, остеопороза), повећан ризик од прелома, саркопенија (губитак масе скелетних мишића и мишићне функције услед старости ), вишак килограма, развој висцералне гојазности, формирање ризика од кардиоваскуларних болести услед дислипидемије, ендотелне дисфункције, поремећене толеранције глукозе. |

Број и природа наведених симптома зависи од наслеђа и карактеристика женског тела.

## Дијагноза
У већини случајева, жена може сама да одреди када прелази у менопаузу и постменопаузу на основу симптомима, за које сматра да нарушавају њен квалитет живота. У случају када  не зна  где се налазите у транзицији, требало би да се обрати свом лекару.
У неким случајевима, за проверу дијагнозе лекар ће извршити тестове крви како би провери нивое хормона ( фоликло-стимулишућућег хормон (ФСХ) и естрогена (естрадиола), који сесмањују са менопаузом. При томе требало би  имати у виду да нивои хормона стално варирају, тако да хормонски тест не може увек да открију у којој фази менопаузе се налази испитаница..
У склопу дијагностике могу се провери и нивои хормон који стимулише штитасту жлезду (ТСХ) како би се искључио недовољна активност штитне жлезде (хипотиреоза), која може изазвати симптоме који опонашају постменопаузу.
Симптоми налик на менструацију током постменопаузе, чак и појава мрља крви, може бити знак рака ендометријума.

## Терапија
Лечење током постменопаузе, као и перименопаузе, првенствено је у облику заменске терапије  хормонима (ЗТХ). Ова терапија се прописује са циљем да обезбеди додатни естроген како би се смањили симптоми који долазе са свим фазама менопаузе. 
Поред ЗТХ, у терапији се могу применити:
- Вагинални естроген – крема, прстен или таблета која ослобађа естроген директно у ткиво вагине, ублажавајући сувоћу и побољшавајући симптоме урина.
- Антидепресиви – У малим дозама, антидепресиви могу ублажити валунге.
- Габапентин – лек против нападаја који је такође ефикасан у смањењу валунга.
- Клонидин – лек за висок крвни притисак који се такође може користити за лечење валунга.